# 27910 Yangfuyu
27910 Yangfuyu este o planetă minoră (asteroid), cu un diametru de 3,835 km, din centura de asteroizi. A fost descoperită pe 10 octombrie 1996 la Xinglong Station⁠(d) de Beijing Schmidt CCD Asteroid Program⁠(d). 
Obiectul prezintă o orbită caracterizată de o semiaxă mare de 2,7459181 UAi, o excentricitate de 0,2, o înclinație de 17,58745 ° în raport cu ecliptica.